# Kargat
Kargat (russisch Каргат) ist eine Stadt in der Oblast Nowosibirsk (Russland) mit 10.042 Einwohnern (Stand 14. Oktober 2010).

## Geographie
Die Stadt liegt im südöstlichen Teil des Westsibirischen Tieflandes, etwa 180 km westlich der Oblasthauptstadt Nowosibirsk, am Fluss Kargat, einem rechten Nebenfluss des Tschulym. Das Klima ist kontinental.
Die Stadt Kargat ist Verwaltungszentrum des gleichnamigen Rajons.

## Geschichte
Kargat entstand als Festung in der Mitte des 18. Jahrhunderts. 1957 erhielt der Ort den Status einer Siedlung städtischen Typs und 1965 die Stadtrechte.

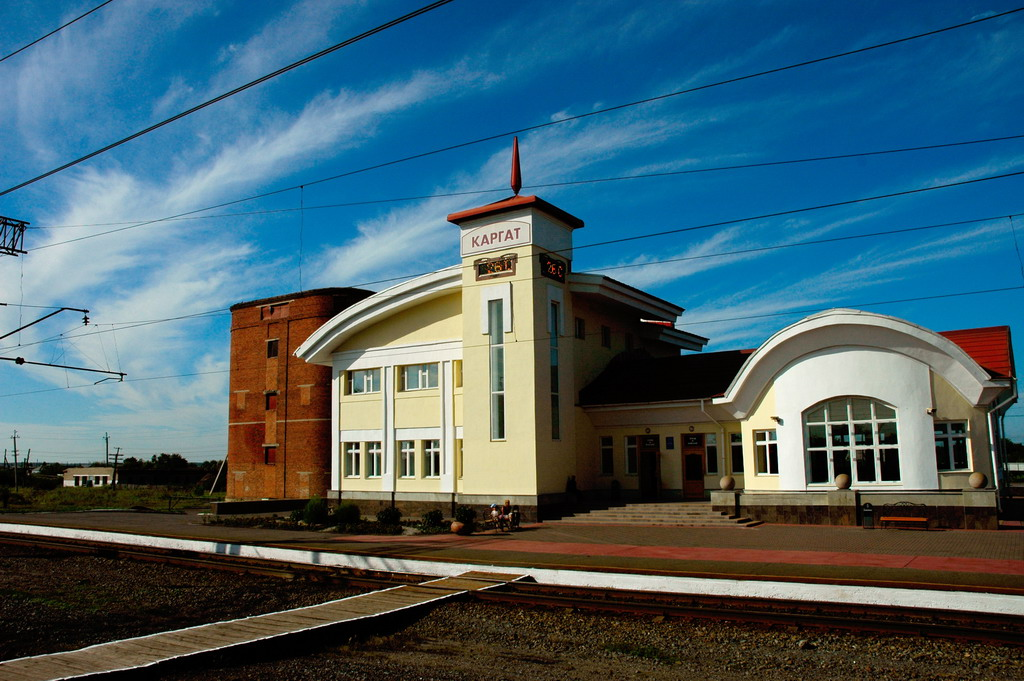
Transsib-Station Kargat

## Bevölkerungsentwicklung
| Jahr | Einwohner |
| ---- | --------- |
| 1939 | 11.138    |
| 1959 | 12.760    |
| 1970 | 12.896    |
| 1979 | 12.585    |
| 1989 | 12.561    |
| 2002 | 11.184    |
| 2010 | 10.042    |

Anmerkung: Volkszählungsdaten